# Шафрановский, Константин Иларионович
Константин Иларионович Шафрановский (1900, Санкт-Петербург — 1973, Ленинград) — советский учёный-библиограф; старейший сотрудник Библиотеки Академии наук СССР , организатор библиографической работы библиотеки в 1930-1950-е годы.
Брат известного отечественного минералога профессора Илариона Иларионовича Шафрановского (1907—1994).

## Биография
Родился  25 июля (7 августа) 1900 года в Санкт-Петербурге в семье математика, преподавателя 3-го реального училища (впоследствии — директора реальных училищ в Гатчине и Петербурге) Иллариона Николаевича Шафрановского (1862—1941). Дедушка по матери — митрофорный протоиерей Ветвеницкий, Константин Иванович, настоятель церкви Спиридона Тримифунтского при Департаменте уделов на Литейном проспекте. После окончания в 1918 году бывшей 8-й Санкт-Петербургской гимназии начал работать в Книжной палате. В 1920 году он был призван на военную службу — был библиотекарем в отделе снабжения 7-й Красной армии.
С 1924 года и до конца жизни деятельность К. И. Шафрановского была связана с Библиотекой Академии наук, в которой он возглавил работу по составлению многочисленных указателей научной литературы. В 1930 году он стал первым руководителем организованного научно-библиографического отдела. Стал одним из немногих сотрудников библиотеки, кто остался в живых, перенеся блокаду Ленинграда в период Великой Отечественной войны. Умер в Ленинграде 18 августа 1973 года.

## Память
20 ноября 2008 года в Библиотеке РАН открылась книжно-иллюстративная выставка, посвящённая Константину Иларионовичу Шафрановскому. На выставке были представлены многочисленные библиографические указатели, выполненные самим Шафрановским, при его участии или под его редакцией. Были представлены также статьи Шафрановского по истории Музея БАН и его коллекций. Отдельный раздел составили материалы, посвящённые жизни и творчеству известного библиографа, копии архивных материалов, а также ряд документов и фотографий из музейного фонда БАН.
Одновременно с началом работы выставки 25–26 ноября 2008 года прошли Международные библиографические чтения «Памяти Константина Иларионовича Шафрановского». Работа одной из секций проходила по теме: «К. И. Шафрановский и Библиотека Российской академии наук».
В одном из докладов подводились итоги присуждения Премии имени К. И. Шафрановского в Библиотеке РАН за пятилетний период (2003—2008).

## Сочинения
- Шафрановский К. И. Рукописные карты Каспийского моря Ф. И. Соймонова // Географический сборник. — М.; Л., 1954. Т. 3.
- Шафрановский К. И. О времени основания Библиотеки Академии наук СССР // Труды БАН и ФБОН, 1961.